# Salima Yenbou
Salima Yenbou, née le 14 mars 1971 à Aubervilliers, est une femme politique française, membre de l'Alliance écologiste indépendante. Elle est élue députée européenne en 2019. Elle siège au sein du groupe Verts/ALE puis du groupe Renew Europe à partir de 2022.

## Biographie

### Situation personnelle
Salima Yenbou est née en France de parents Algériens venus avant l'indépendance. Elle se dit « fière de représenter la France au Parlement européen, je suis fière de porter en moi la fierté du peuple algérien, je suis fière de porter les valeurs françaises, je suis fière de porter les valeurs transmises par mes parents...! J'ai une place égale pour tout cela. ». Elle a grandi à la cité des 3 000 à Aulnay-sous-Bois, en Seine-Saint-Denis. Elle est d'abord enseignante en école primaire, puis directrice d'école, principale de collège et jusqu'en 2019 proviseure adjointe.

### Militante socialiste
Elle adhère au Parti socialiste (PS) en 2012. Aux élections municipales de 2014, elle est élue conseillère municipale à Dammarie-les-Lys en Seine-et-Marne. Elle siège dans l'opposition au sein de groupe « Gauche unie pour Dammarie ». En février 2015, invitée à s'exprimer au congrès du PS, elle dénonce le « problème de reconnaissance pour les personnes issues de l'immigration » dans la vie politique, s'étonnant de ne pas avoir été choisie candidate aux élections départementales de 2015. Après une lettre ouverte à son encontre écrite par un autre militant, elle quitte le parti en avril. Dans le même temps, elle quitte son groupe au conseil municipal.

### Adhésion à l’AEI
Elle adhère au parti Alliance écologiste indépendante (AEI) en 2015, pour lequel elle est candidate aux élections législatives de 2017 dans la onzième circonscription de la Seine-Saint-Denis, à Aulnay-sous-Bois. Elle obtient 0,87% au premier tour.
Aux élections européennes de 2019, l'AEI et Europe Écologie Les Verts font liste commune ; Salima Yenbou figure en dixième position. Elle est élue députée européenne. Membre du groupe Verts/ALE, elle devient membre de la commission des affaires étrangères et de la commission de la culture et de l'éducation.

### Députée européenne
Élue députée européenne, Salima Yenbou est membre titulaire de la commission de la culture et de l'éducation, de la commission des affaires étrangères et de la délégation à l'Assemblée parlementaire de l'Union pour la Méditerranée ; elle est également membre suppléante de la sous-commission « droits de l'homme » et de la délégation à la commission parlementaire mixte UE-Turquie. Elle est nommée rapporteure fictive pour le programme Erasmus+ 2021-2027.
Elle intègre le bureau politique de Cap écologie, parti issu de la fusion entre l'Alliance écologiste indépendante et Cap21, à sa fondation en février 2021.
En 2022, elle quitte le groupe écologiste pour le groupe centriste Renew Europe. Elle soutient la candidature d'Emmanuel Macron à l'élection présidentielle de 2022,.
Elle rejoint finalement Renaissance, le nouveau parti présidentiel, à la suite de la réélection du chef de l'État.